# 電波研究所
電波研究所（Radio Research Laboratory, 略称：RRL）は、電波に関する研究、標準電波の発射、無線機器の型式検定・技術基準適合証明などを行っていた、国立の研究機関である。
逓信省電気試験所を淵源として、1952年（昭和27年）8月1日に、郵政省付属機関の「電波研究所」（郵政省電波研究所）として、電離層や電波伝搬の研究を行う電波観測所、標準電波の発射、電波技術の調査研究、無線機器の型式検定等の部門を統合し、3部7課と5電波観測所、定員380名、予算1億8000万円で発足した。
1988年（昭和63年）4月1日に通信総合研究所と名称変更した。

## 沿革
- 1896年（明治29年）10月 逓信省電気試験所において無線電信の研究を開始
- 1915年（大正4年）1月 逓信省電気試験所平磯出張所を設立
- 1935年（昭和10年）5月 無線機器の型式検定業務を開始
- 1940年（昭和15年）1月 標準電波（JJY）発射業務を開始（検見川）
- 1948年（昭和23年）6月 文部省電波物理研究所を統合
- 1952年（昭和27年）8月 郵政省電波研究所の発足
- 1964年（昭和39年）5月 鹿島支所を開設（直径30mパラボラアンテナ施設を完成）
- 1988年（昭和63年）4月 電波研究所を通信総合研究所に名称変更（郵政省通信総合研究所）